# 星野道夫
星野道夫（日語：ほしの みちお，1952年9月27日—1996年8月8日）是一位日本知名攝影師，以生態攝影聞名於世，與美國摄影师安塞尔·亚当斯齊名。

## 生平
1952年，星野道夫出生于日本千葉縣市川，畢業於慶應大學經濟系。大學畢業後擔任動物攝影師田中光常的助手學習攝影技巧，兩年後辭去工作。1978 年，星野道夫參加了阿拉斯加大学费尔班克斯分校的入學考試，雖然英語會話不及格，但之後在校長同意下進入野生動物管理學院。
1996年，星野道夫為了TBS節目《どうぶつ奇想天外!》取材，在俄國堪察加半岛庫里爾斯科耶湖進行拍攝任务時遭遇棕熊攻擊，不幸身亡，终年43岁。
美國阿拉斯加州錫特卡於2008年8月8日設立星野道夫紀念圖騰柱（Totem Poles），當天也是他逝世12周年，遺孀也從日本前來參加儀式。

## 死亡
1996年7月25日，星野道夫為了拍攝TBS的人氣動物節目《どうぶつ奇想天外!》來到庫里爾斯科耶湖地區。這次，星野道夫拍攝主題是「棕熊與鮭魚」。除了星野本人，還有三名TBS工作人員和兩名俄羅斯導遊陪同。五名記者和導遊住在小屋裡，星野道夫獨自住在幾公尺外的帳篷裡。這時，導遊發現了小屋裡的食物被棕熊吃掉的證據。
當地熊類專家、太平洋地理研究所堪察加自然管理部的研究員伊戈爾·列文科受命帶領團隊。他們在西尤什克角（「特拉維亞諾伊」）一處偏遠的狩獵警戒線處安頓下來，當時這區域沒有用鐵絲網圍起來。
7月27日，另一位美國攝影師在星野道夫的帳篷附近搭起了帳篷，但當晚被一陣金屬聲吵醒。他走到外面，發現一隻棕熊正爬上小屋的食物儲藏室，四處亂竄。這隻棕熊是一隻巨大的雄性熊，身長超過2米，體重250公斤，額頭上有一個明顯的紅色疤痕。當美國攝影師大喊並拍手時，棕熊趴在地上，繞著星野的帳篷後面轉了一圈。星野道夫正從帳篷往外張望，攝影師警告他說：「距離你的帳篷3公尺處有一隻棕熊。」然後敲響小屋的門，告訴導遊棕熊出現了。導遊走出小屋，一邊敲著罐子一邊靠近棕熊，在熊距離大約7-8米時噴灑了驅熊噴霧，但沒能命中棕熊（該地區是自然保護區，因此禁止攜帶和使用槍支）。導遊一邊繼續噴灑驅熊噴霧，棕熊最後離開了帳篷。
事發後，導遊們曾勸星野道夫回小屋睡覺，但星野道夫不以為然，說：「每年這個時候，鮭魚都會逆流而上，食物充足，棕熊不會襲擊人類。」與此同時，這位美國攝影師感到危險，便在附近的鮭魚觀測塔過夜。
8月1日，一個環保組織的團隊來到這裡露營，但他們卻因為害怕棕熊而無法入睡。棕熊偷走了他們的鞋子，並在攝影師不在的時候試圖爬上鮭魚觀測塔，整晚都試圖爬上去。
8月6日晚，一頭棕熊再次出現在星野道夫的帳篷附近，但導遊用驅熊噴霧把棕熊嚇跑。導遊再次強烈敦促星野道夫搬到小屋裡，但星野道夫還是不聽勸告。
8月8日凌晨4點左右，星野道夫的慘叫聲和棕熊的咆哮聲在漆黑的露營地迴盪。 TBS的工作人員從小屋走出來，對嚮導喊道：「帳篷！棕熊！」嚮導打開手電筒，看到棕熊正用嘴巴拖著星野道夫走向森林裡。嚮導們一邊喊叫，一邊用敲打著鐵鍬，但棕熊只是抬起頭，就消失在森林裡。帳篷被壓垮，帳篷桿斷裂，星野道夫的睡袋也被撕裂。
隔天早上，雷文科搭船前往堪察加觀測站，並從那裡向保護區管理部門報告了這起慘劇。一架載有克羅諾茨基保護區代表和幾名獵人的直升機立即飛往特拉維亞諾伊。這支武裝隊伍由當時保護區的高級研究員莫索洛夫領導，並從空中發現了棕熊，將其擊斃。後來的屍檢顯示，棕熊的胃裡有人類的屍體殘骸。
關於星野道夫拒絕在小屋裡睡覺的原因，說法不一。他的同事攝影師尼克詹斯回憶說，星野道夫對警告只是微笑，並且完全相信「所有生物都會感受到他的善意，並做出同樣的回應」。同時，直升機飛行員表示星野道夫拒絕參加小屋裡的酒會，由於無法忍受「保護區代表」（根據他們的說法，是國家檢查員）的鼾聲，他去了帳篷裡睡覺。後來，俄羅斯野生動物攝影師兼環境檢查員伊戈爾·什皮列諾克在他的部落格中解釋說，這隻棕熊在星野道夫到達之前，在現場工作的一些攝影師和電影製作人曾餵食過。

## 荣誉
- 1986年：第三屆平凡社動物攝影獎。
- 1990年：第十五屆木村伊兵衛獎。
- 1999年：日本攝影協會追贈特別獎。

## 著作
- 《旅行的樹》
- 《阿拉斯加，光與風》
- 《表現者》
- 《星野道夫的工作1～4》
- 《北方的光》
- 《熊啊》

## 外部連結
- （日語） Hoshino's site （页面存档备份，存于）
- Coming Home: The Photographs of Michio Hoshino
- Michio Hoshino Photo Gallery - by AnimalsandEarth
- Interview with Lynn Schooler about The Blue Bear
- 地球交響曲 (Japanese production).